# Garde aérienne suisse de sauvetage
La Garde aérienne suisse de sauvetage (en allemand : Schweizerische Rettungsflugwacht ; en italien : Guardia aerea svizzera di soccorso) nommée simplement REGA, est une organisation de secours suisse. Elle apporte une assistance médicale par voie aérienne sur le lieu même d’un accident. Fondation privée à but non lucratif, son siège central est à Kloten dans le canton de Zurich. Avec les quatorze bases d’intervention hélicoptères, la Rega déploie dix-neuf hélicoptères de sauvetage, soit le réseau de sauvetage aérien le plus dense au monde.
REGA est l'acronyme de Rettungsflugwacht (en allemand) et Garde aérienne.

## Historique

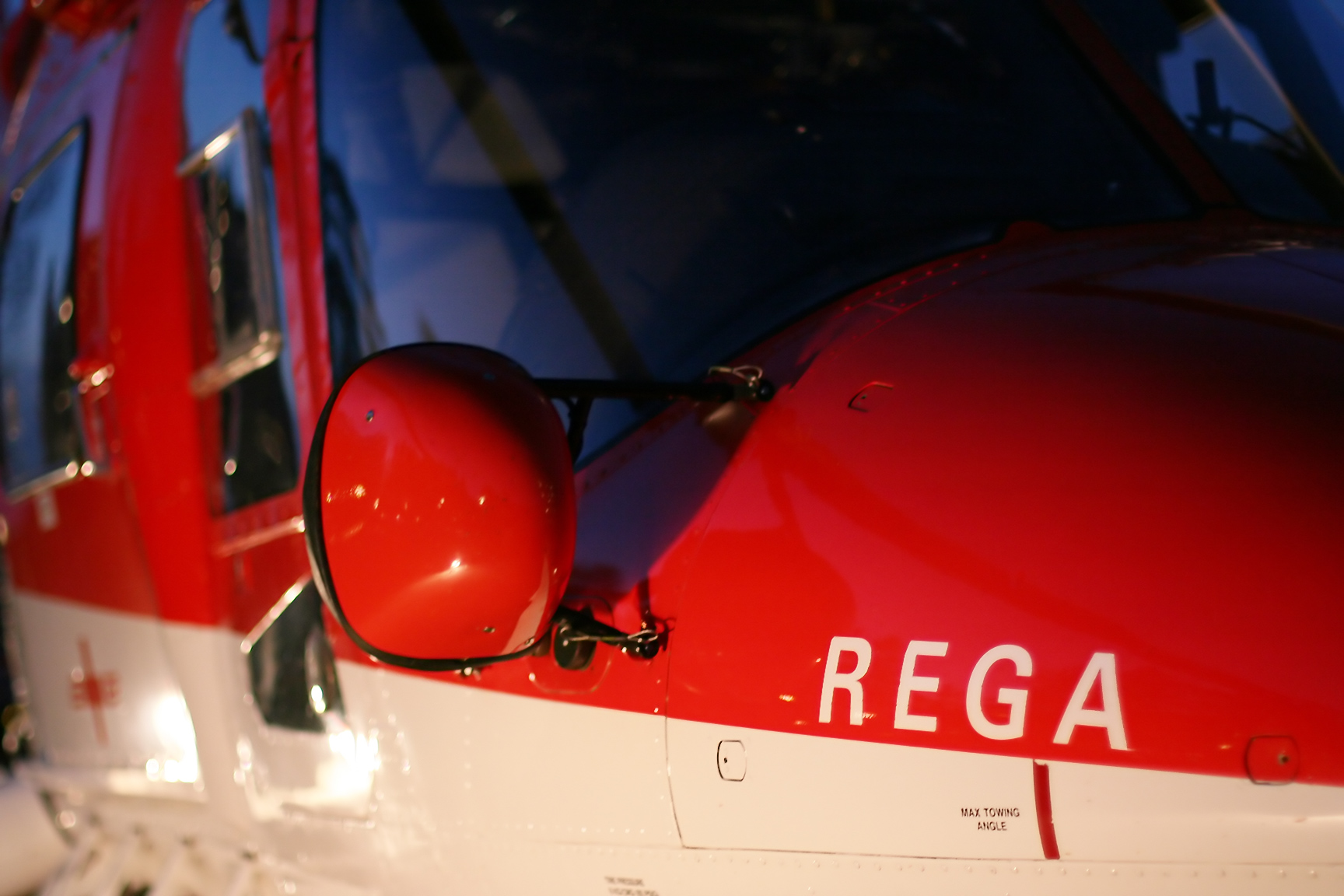

Le 27 avril 1952, à l'Hôtel Bären à Douanne, la Garde aérienne suisse de sauvetage est créée par la Société suisse de sauvetage et son premier directeur est le Dr Rudolf Bucher. En 1957, grâce à des dons, la Rega fait l'acquisition d'un premier hélicoptère, un Bell-47 J, qui sera mis à disposition du pilote Hermann Geiger, pour les premiers sauvetages en montagne. Au début les sauveteurs ne disposaient que d’avions et donc souvent, ils sautaient en parachute au-dessus du lieu de l'accident.
Dès 1960, la REGA est dissociée de la Société suisse de sauvetage et Fritz Bühler devient son directeur technique et en 1966, elle crée le système d'affiliation auquel plus de 25 000 donateurs répondent à son appel. Un nouvel investissement en 1968, pour l'achat d'un hélicoptère à turbine de type Agusta Bell Jet Ranger 206A immatriculé HB-XCU, est mis en service à l'aéroport de Zurich-Kloten. Ce dernier ne possède pas de treuil.
Dès le 4 juin 1971, la Garde aérienne suisse de sauvetage se dote de son premier hélicoptère financé uniquement par des dons, une Alouette III SE 316 immatriculée HB XDF et en 1973, c'est le premier avion-ambulance civil, un Learjet 24D, immatriculé HB-VCY, qui est acquis grâce aux dons. En novembre de la même année, le premier hélicoptère médicalisé biturbine est mis en service. Cet appareil, de type Bölkow 105 C, intervient depuis la base de l’hôpital pédiatrique de Zurich.
En 1979, la REGA devient une fondation d'utilité publique, avec Fritz Bühler (1908-1980) comme premier président. En 1984, c'est l'achat d'un avion-ambulance long-courrier de type Challenger CL-600, que la REGA finance et cette même année, une nouvelle centrale d'intervention est installée à Zurich-Seefeld. Dès lors, la REGA se développe avec plus de 1 million de donateurs en 1985 et 2 millions en 2006. Sa flotte également devient importante avec l'achat de nouveaux hélicoptères, Agusta A 109K2 en 1992, Eurocopter EC 145 en 2002, AgustaWestland Da Vinci en 2009, ainsi que de nouveaux jets, BAe 125 en 1987, Challenger CL-604 en 2002 et Challenger CL-650 en 2018.

## Rôle

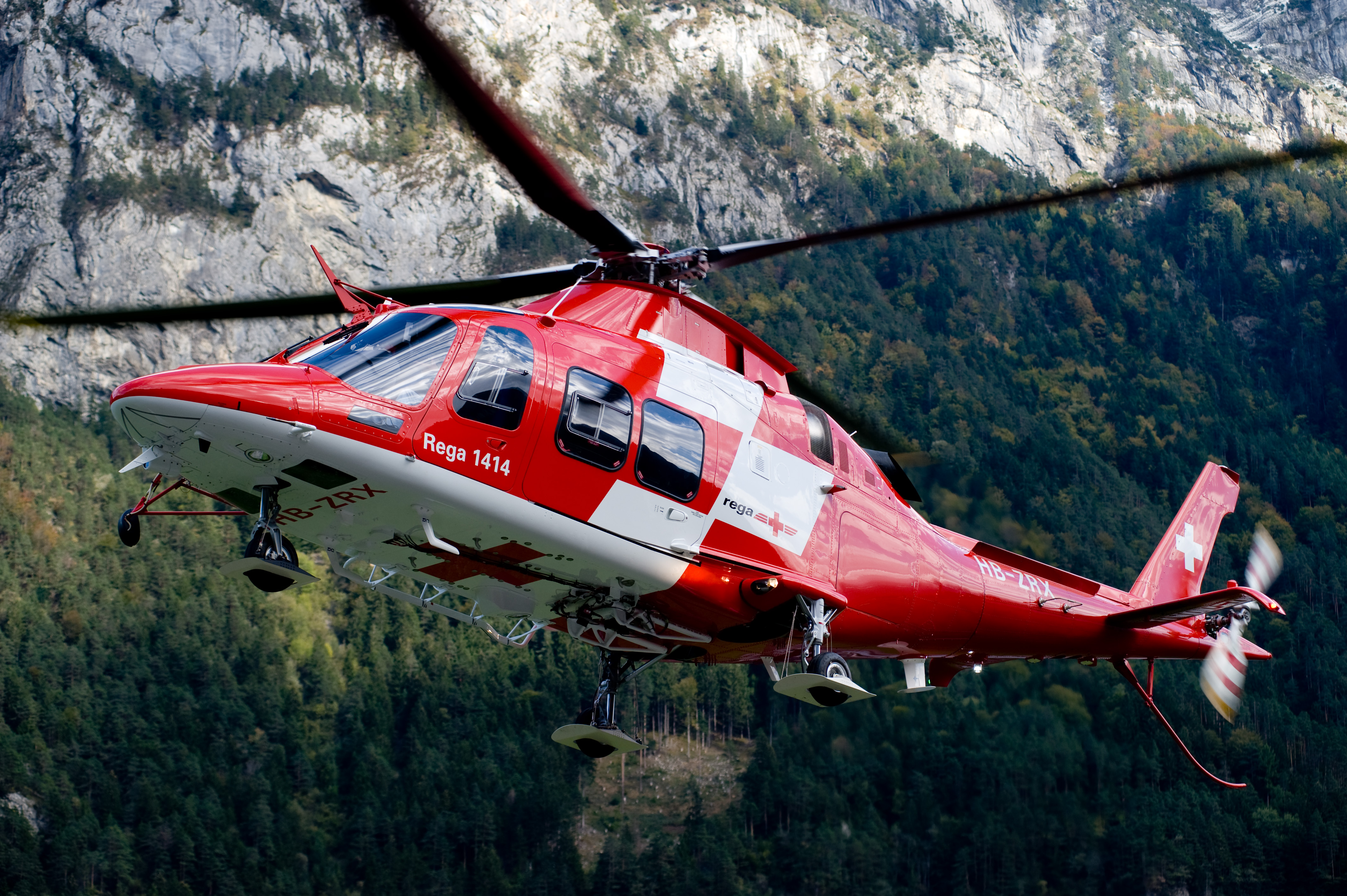
Un AW109SP Da Vinci de la REGA.

La REGA assure un large panel de missions en Suisse comme à l'étranger. Ainsi, elle effectue des interventions sanitaires sur demande de particuliers ou des services publics et envoie alors un hélicoptère médicalisé avec une équipe technique et médicale qui servira à effectuer le transport entre le lieu de l'accident et l'hôpital. Lorsque les missions de sauvetage sont effectuées en haute montagne, la REGA utilise en plus de son personnel des membres du Secours alpin suisse afin d'obtenir une meilleure coordination entre les différentes entités d'intervention. En plus de sa mission principale de secours, la REGA offre un service d'aide aux paysans qui consiste au déplacement par hélicoptère du bétail jusqu'à la route la plus proche.
Afin de répondre rapidement à toute demande d'aide, la REGA est joignable 24 heures sur 24 sur le territoire suisse par le numéro d'appel d'urgence 1414 ainsi que par radio sur le canal E 161.300 MHz. Ce canal est la fréquence d'urgence pour les appels radio de détresse en Suisse, il est destiné à tous. Ce réseau d'urgence s'appuie sur les installations radio de la REGA qui couvre en grande partie le pays. Les autres numéros d'appel d'urgence comme le 112 (numéro d'urgence européen), le 117 (police), le 118 (service du feu), le 144 (secours médicaux) ou le 145 (intoxication) fonctionnent également puisque ces services d'urgence sont reliés à la centrale de la REGA. Depuis l'étranger, ou avec une carte SIM étrangère en Suisse, la REGA est joignable par le numéro d'appel d'urgence +41 333 333 333.
En ce qui concerne ses activités à l'étranger, la REGA s'occupe principalement de rapatriements médicaux, qu'ils concernent des étrangers blessés et rentrant chez eux ou de Suisses à ramener au sein de la Confédération.
En 2017, la Garde aérienne suisse de sauvetage a organisé 15 958 interventions, dont 11 774 interventions hélicoptère, 1 281 interventions avion et 2 903 autres interventions (transports en ambulance, missions en faveur du Club Alpin Suisse, de Spéléo-Secours, de Redog, etc.).

## Affiliation
Il est possible pour une personne, dès 40 francs suisses ou dès 80 francs suisses pour une famille, par année, d'être membre donateur de la REGA. En remerciement, la REGA peut décharger ses donateurs, à sa libre appréciation, des frais qu'occasionnent les services d'assistance en cas d'urgence organisé par elle-même, au cas où assurance, caisse maladie ou autres tiers censés fournir des prestations ne subviendraient pas ou que partiellement à ces frais. Un sauvetage simple en montagne, sans blessé, peut déjà coûter environ 5 000 francs suisses pour une heure de recherche avec un hélicoptère. Néanmoins, les services de la REGA ne sont soumis à aucune obligation légale.

## Bases

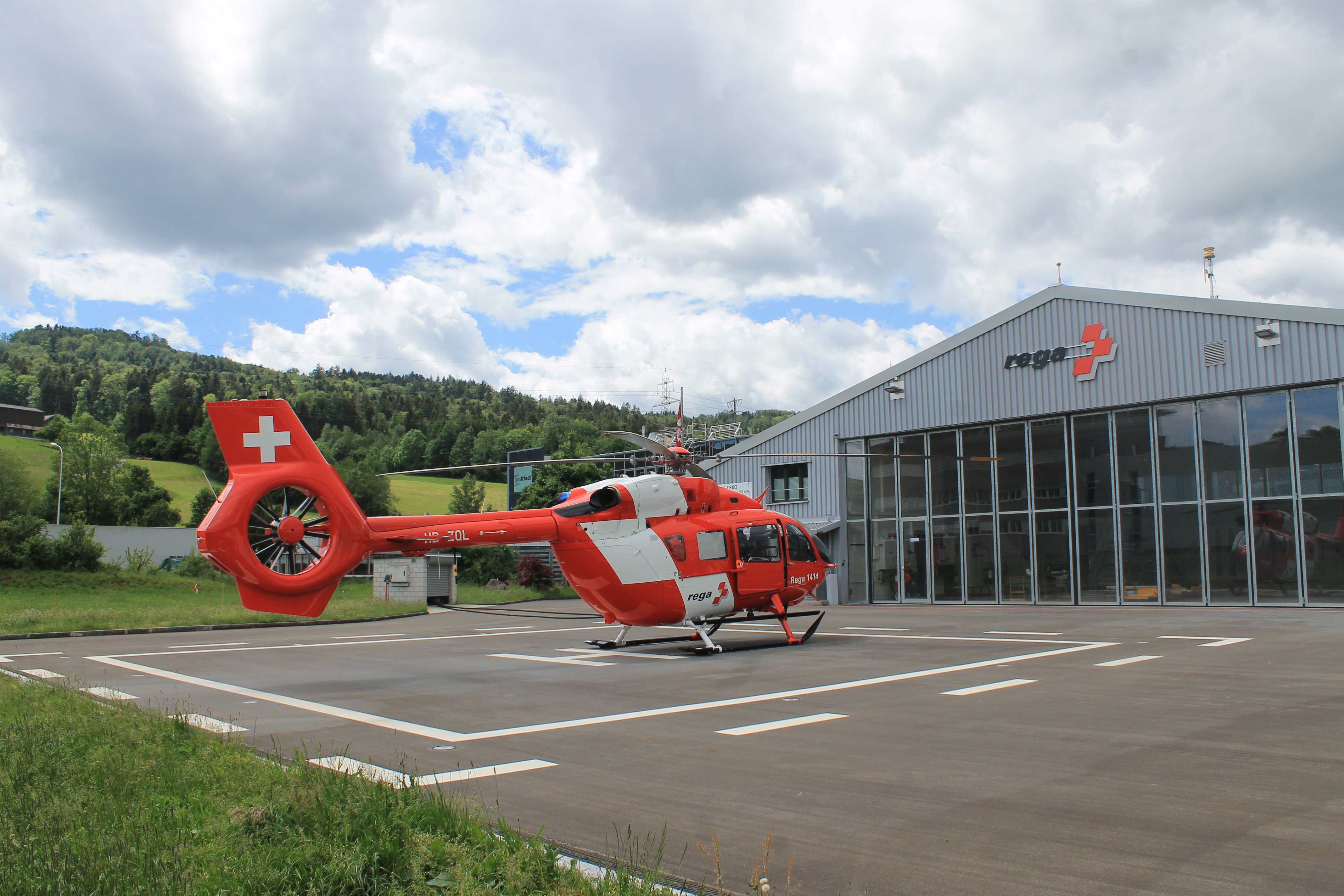
La base de St-Gall REGA 7.

La REGA dispose de quatorze bases d'intervention hélicoptère (dont une à l'aéroport de Bâle-Mulhouse) réparties sur le territoire de la Suisse de façon à pouvoir atteindre n’importe quel endroit du pays en quinze minutes (sauf le Valais où le sauvetage est en principe assuré par Air Glaciers et Air Zermatt). Sur les bases Rega, l’équipage est composé d’un pilote, d’un sauveteur professionnel et d’un médecin urgentiste. Depuis août 2019, la Rega dispose d'une base de formation à l'aéroport de Granges avec un hélicoptère H125.

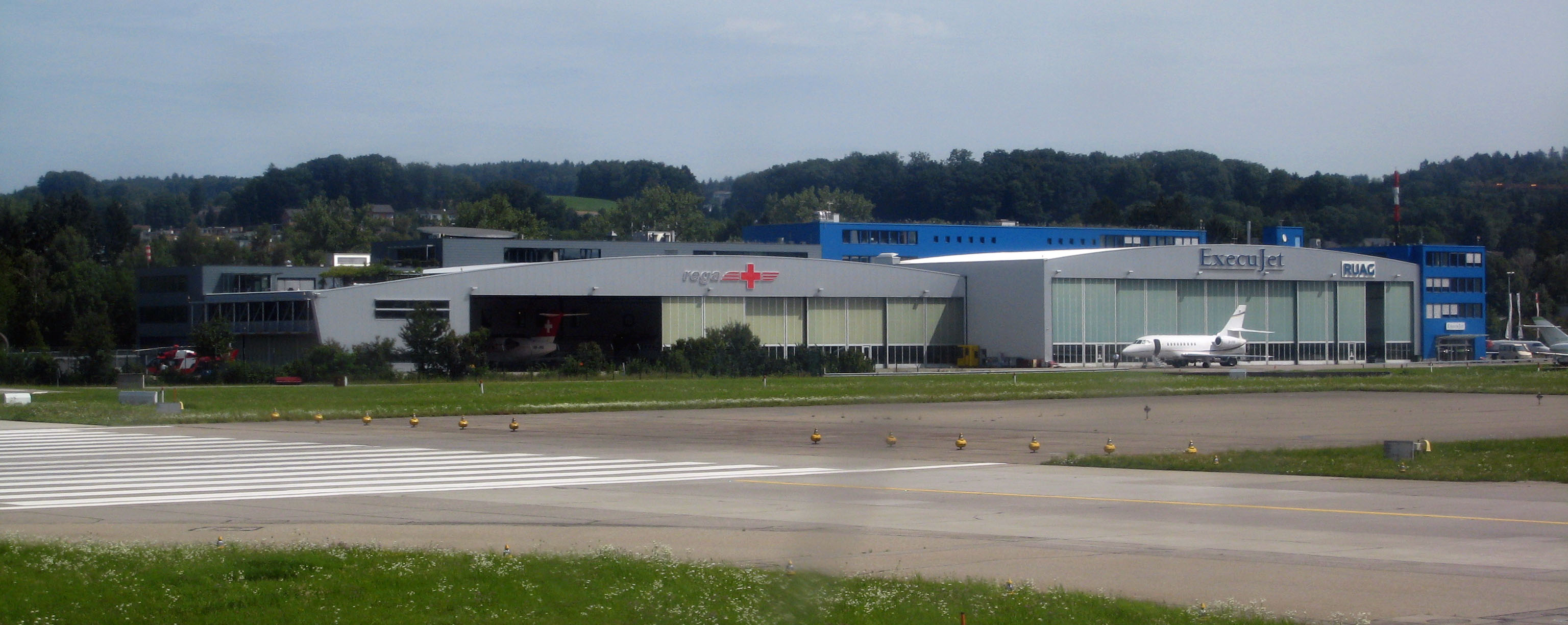
Le Centre REGA à Zurich.

Le Centre REGA, à l'aéroport de Zurich, abrite notamment le hangar des avions-ambulance, l'atelier de maintenance des hélicoptères et des avions-ambulance, les hélicoptères de réserve utilisés lors de la maintenance des appareils des bases d'intervention, la centrale d’intervention, les locaux de permanence pour les équipages, l’administration, des salles de formation et de conférences, une cafétéria pour les 150 collaborateurs, et le grand dépôt central pour le matériel.
| Base d'intervention    | Lieu                             | Code OACI | Aéronefs de service | Remarques |
| ---------------------- | -------------------------------- | --------- | ------------------- | --- |
| Centre Rega            | Aéroport de Zurich               | LSZH      | 3 x CL-650          | Siège de la Rega : hangar des avions-ambulance, hélicoptères de réserve, ateliers de maintenance, centrale d’intervention, locaux de permanence des équipages, administration, salles de formation et de conférences, cafétéria, dépôt de matériel |
| Rega 1 Zurich          | Base aérienne de Dübendorf (en)  | LSMD      | 2 x H145            | Base de plaine |
| Rega 2 Bâle            | Aéroport de Bâle-Mulhouse        | LFSB      | H145                | Base de plaine |
| Rega 3 Berne           | Aéroport de Berne                | LSZB      | H145                | Base de plaine |
| Rega 4 Lausanne        | Aéroport de Lausanne-Blécherette | LSGL      | H145                | Base de plaine |
| Rega 5 Untervaz        | Héliport                         | LSXU      | AW 109SP Da Vinci   | Base de montagne |
| Rega 6 Locarno         | Aéroport de Locarno (en)         | LSZL      | AW 109SP Da Vinci   | Base de montagne |
| Rega 7 Saint-Gall      | Héliport                         | LSXO      | H145                | Base de plaine |
| Rega 8 Erstfeld        | Héliport                         | LSXE      | AW 109SP Da Vinci   | Base de montagne |
| Rega 9 Samedan         | Aéroport de Samedan-Engadin      | LSZS      | AW 109SP Da Vinci   | Base de montagne |
| Rega 10 Wilderswil     | Héliport                         | LSXI      | AW 109SP Da Vinci   | Base de montagne |
| Rega 12 Mollis         | Aérodrome de Mollis (de)         | LSMF      | AW 109SP Da Vinci   | Base de montagne |
| Rega 14 Zweisimmen     | Aérodrome de Zweisimmen (de)     | LSTZ      | AW 109SP Da Vinci   | Base de montagne |
| Rega 15 Genève         | Aéroport de Genève               | LSGG      | EC135               | Base de plaine |
| Rega 18 Sion           | Aéroport de Sion                 | LSGS      | H145 D3             | Base de montagne, en collaboration avec la société Héli-Alpes SA, renforcement de la capacité de sauvetage dans le canton de Vaud et à l’ouest de l’Oberland bernois                                                                               |
| Base formation Granges | Aéroport de Granges              | LSZG      | H125                | |

### Anciennes bases
À partir du 15 mai 1972, un hélicoptère Alouette III de la Rega était en permanence stationné sur le toit de l’hôpital pédiatrique de Zurich (de), il est alors surnommé l'«hélico des bébés». Un Bölkow Bo 105 C le remplace à partir de novembre 1973. Le 10 mai 2003, l'Agusta A109 K2 de la base de Zurich quitte son emplacement «provisoire» sur le toit de l’hôpital pédiatrique de Zurich pour emménager à l’aérodrome militaire de Dübendorf.
À partir du 2 avril 1981, une Alouette III était stationnée à l'hôpital pour enfants de Saint-Gall, puis, dès le 22 décembre 1984, à la nouvelle base de Winkeln près de Gossau. 
En mai 2008, l’équipage Rega de l’Oberland bernois quitte la base de Gsteigwiler, pour des raisons de place et de sécurité, pour la nouvelle base de Wilderswil dans l’enceinte de l’entreprise RUAG sur l'ancien aérodrome militaire d'Interlaken (de).

## Flotte

Séquence d'envol d'un hélicoptère de la garde aérienne. Mars 2013.

La Garde aérienne suisse de sauvetage opère 18 hélicoptères de sauvetage et 3 avions-ambulance. La flotte d'hélicoptères se compose de 7 Airbus Helicopters H145, stationnés sur les bases de plaine de Zurich, Bâle, Berne, Lausanne et Saint-Gall et de 11 AgustaWestland AW109SP Da Vinci, desservant les bases de montagne de Untervaz, Locarno, Saint-Gall, Erstfeld, Samedan, Wilderswil, Mollis et Zweisimmen . Les AgustaWestland Da Vinci ont été développés avec le fabricant italien AgustaWestland, spécialement pour les besoins de la Rega en montagne.
Pour les interventions à l'étranger elle dispose de trois avions-ambulances Bombardier Challenger 650 basé à l'aéroport de Zurich. Le 17 avril 2018 la REGA a reçu le premier des trois nouveaux avions-ambulance de type Challenger 650 devant remplacer les Challenger CL 604.
Depuis 2016, la Rega dispose également d'un hélicoptère de type Airbus Helicopters H125, utilisé à des fins de formation et d'entraînement, notamment pour initier la relève de pilotes au vol en montagne et au transport de charges.
| Images | Aéronefs                  | Origine | Type                              | Versions                   | En service | Remarques |
| ------ | ------------------------- | ------- | --------------------------------- | -------------------------- | ---------- | --- |
|        | Airbus H145               |         | Sauvetage et transfert de patient | H145 D-2                   | 8          | Bases de plaine : Zurich, Bâle, Berne, Lausanne et Saint-Gall |
|        | Agusta AW109SP Da Vinci   |         | Sauvetage et transfert de patient | AW109 SP GrandNew Da Vinci | 11         | Bases de montagne : Untervaz, Locarno, Erstfeld, Samedan, Wilderswil, Mollis, Zweisimmen et Sion. |
|        | Eurocopter EC135          |         | Sauvetage et transfert de patient | EC135 T2+                  | 1          | Base de plaine : Genève |
|        | Airbus H145               |         | Sauvetage et transfert de patient | H145 D3                    | 1 (21)     | 20 appareils en commande qui remplaceront les H145 D-2 et les Agusta AW109SP Da Vinci d'ici fin 2026. Le premier appareil (HB-TIB), livré en décembre 2024, entrera en service à la base Rega de Lausanne au printemps 2025.                                  |
|        | Airbus Helicopters H125   |         | Formation et entraînement         | H-125                      | 1          | Basé à Granges, livré en 2016. |
|        | Bombardier Challenger 650 |         | Évacuation sanitaire              | CL-650                     | 3          | Basés à Zurich |
|        | Drone REGA                |         | Missions de recherche             |                            | 1          | Diamètre du rotor: 2,2 m, longueur: 2 m, hauteur: 50 cm, 2 récepteurs GNSS, système anticollision FLARM et récepteur ADS-B, procédure BVLOS (Beyond Visual Line of Sight), caméra thermique et caméra du champ de vision, localisation des téléphones mobiles |

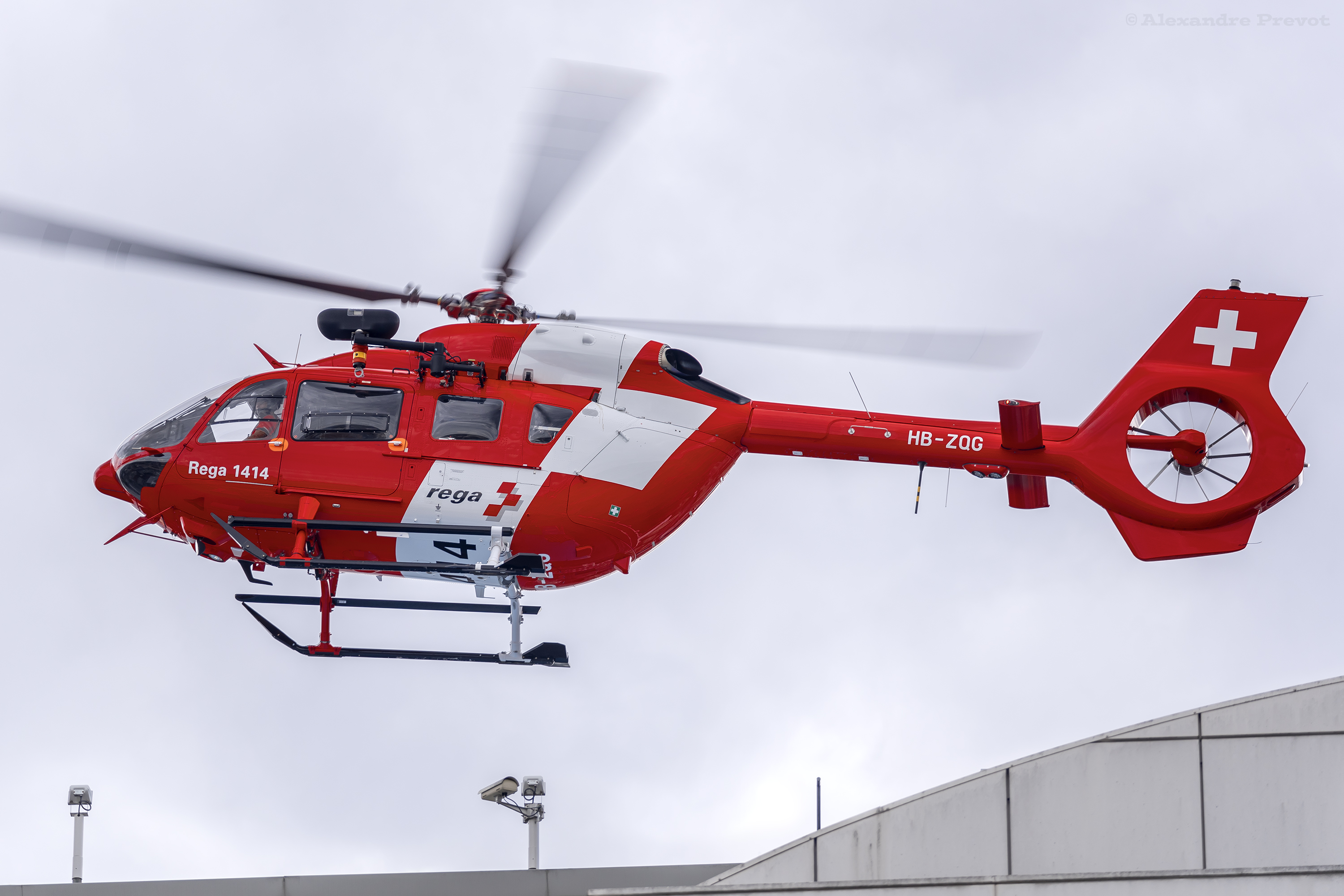
Airbus Helicopters H145 (HB-ZQG) à Nancy en 2019.
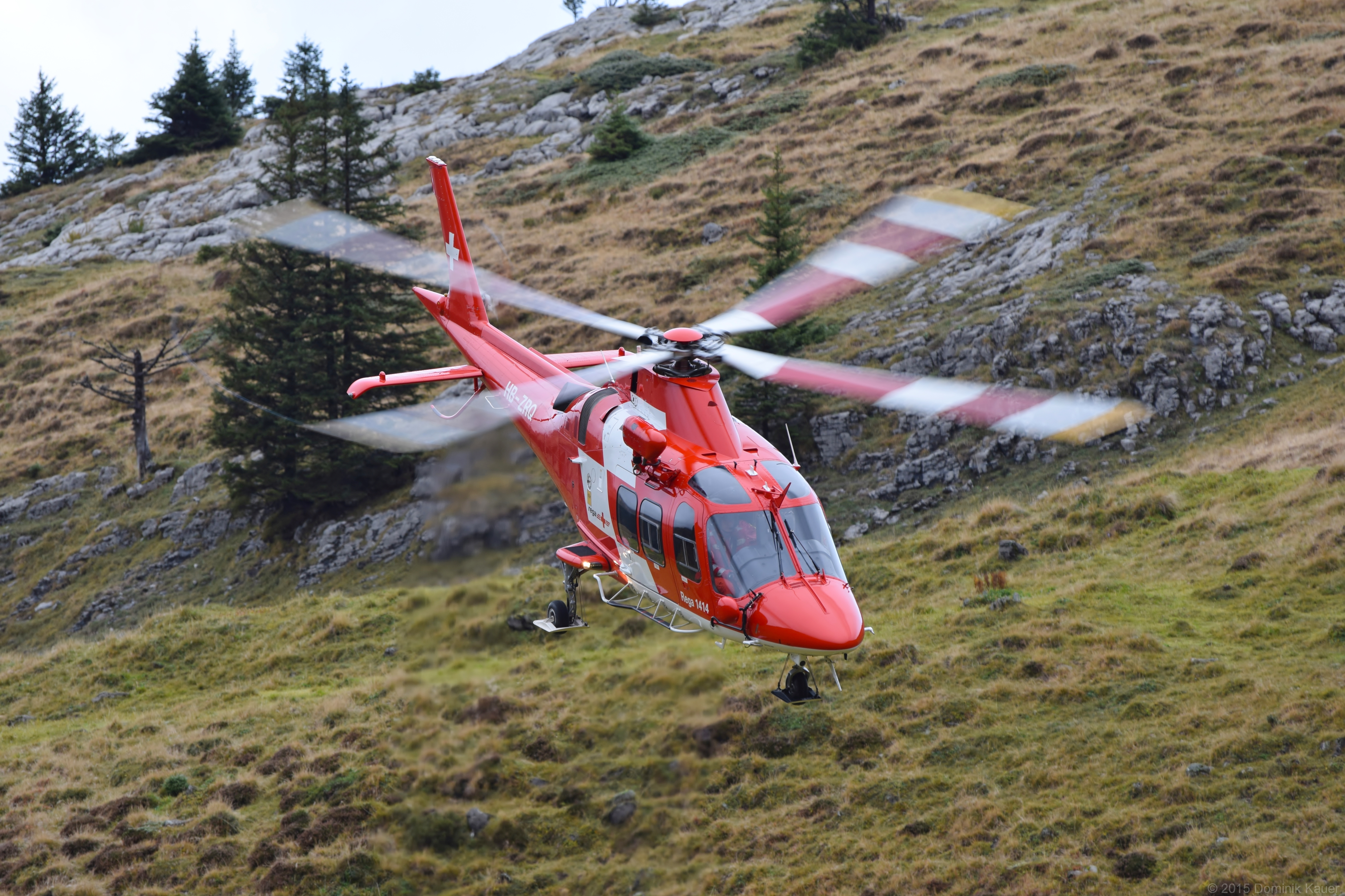
Agusta Westland AW-109SP Da Vinci (HB-ZRQ) à Axalp dans l'Oberland bernois en 2015.
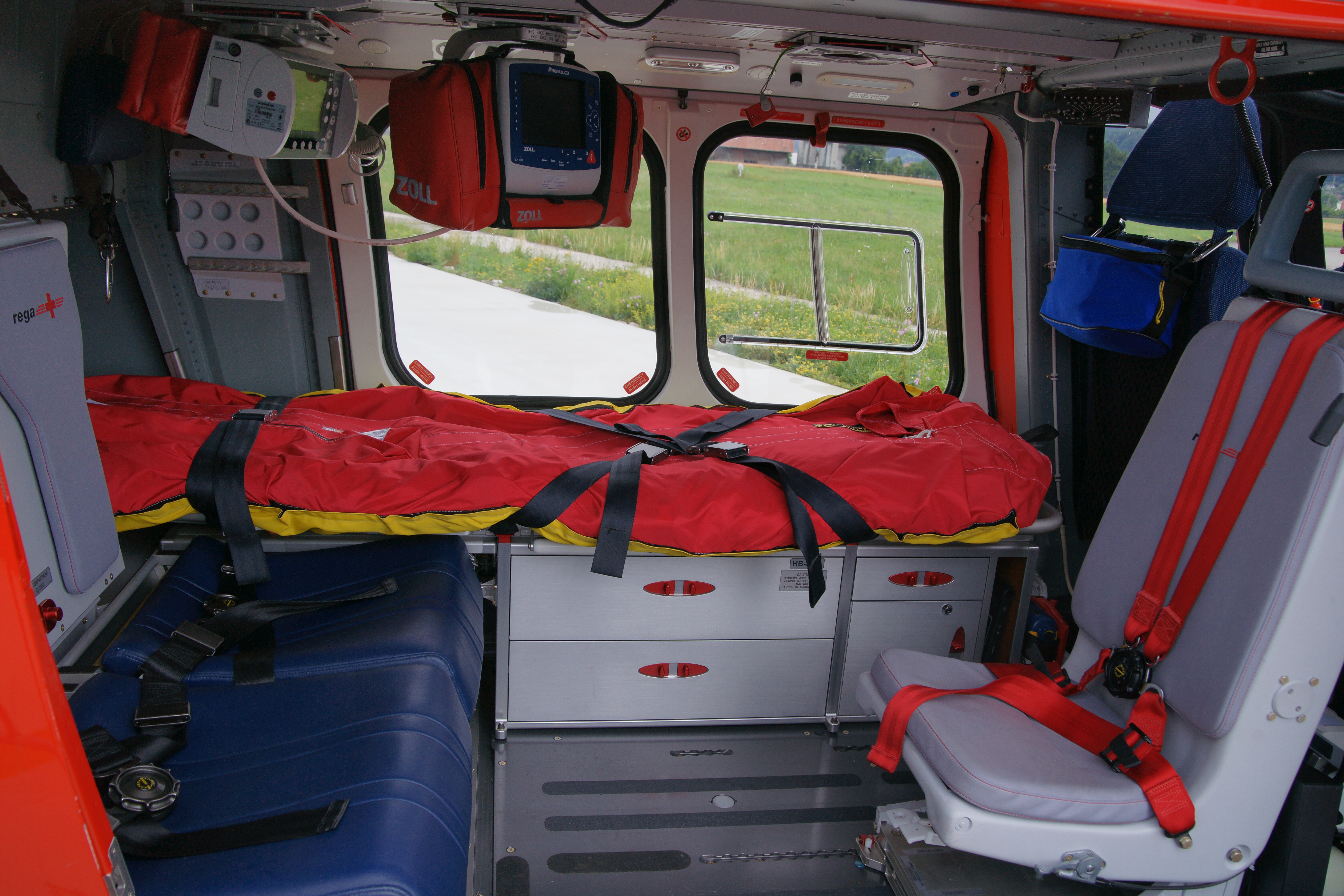
Cabine d'un A109SP Da Vinci
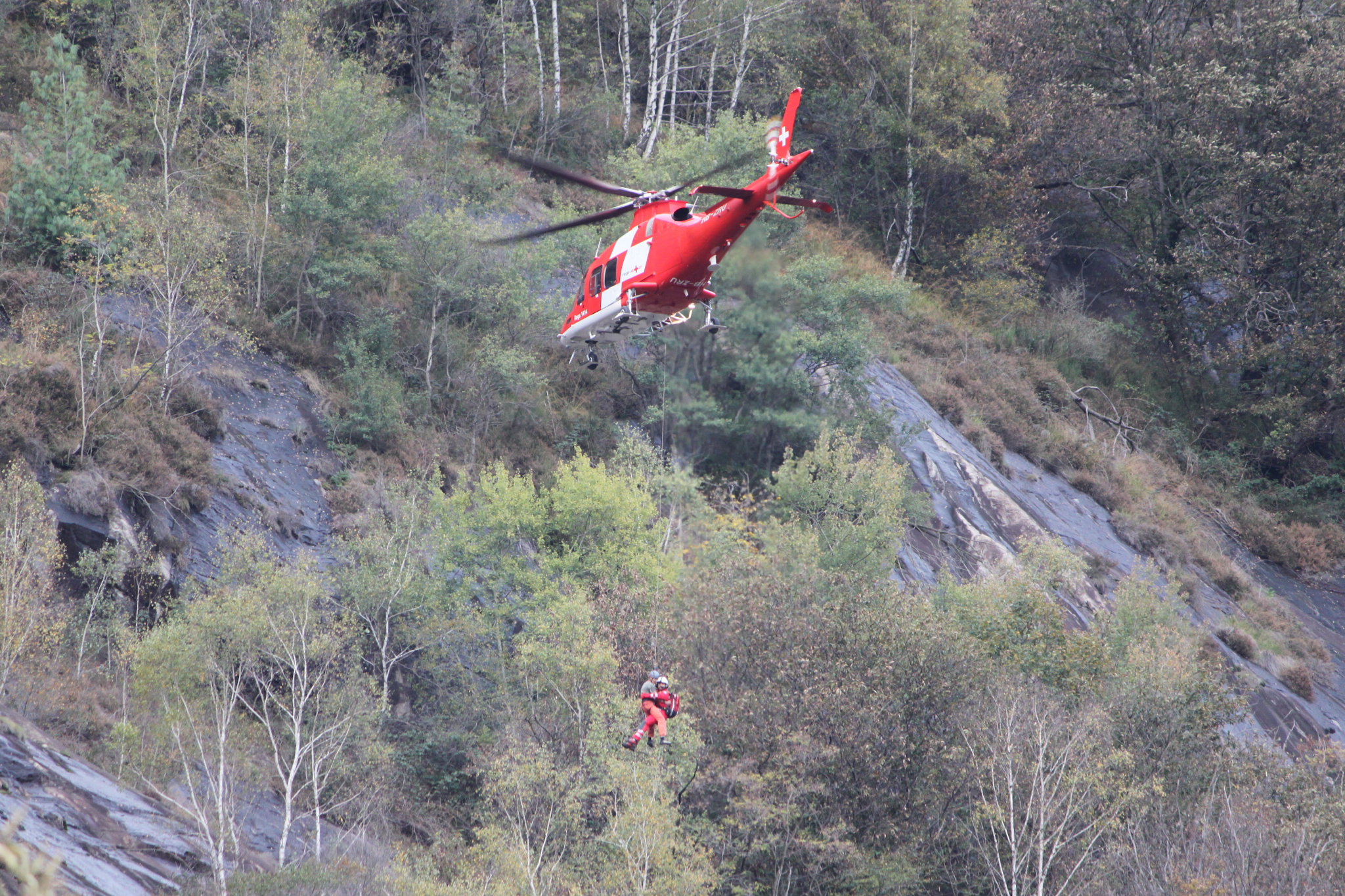
Treuillage d'un grimpeur à Tegna au Tessin en 2014.
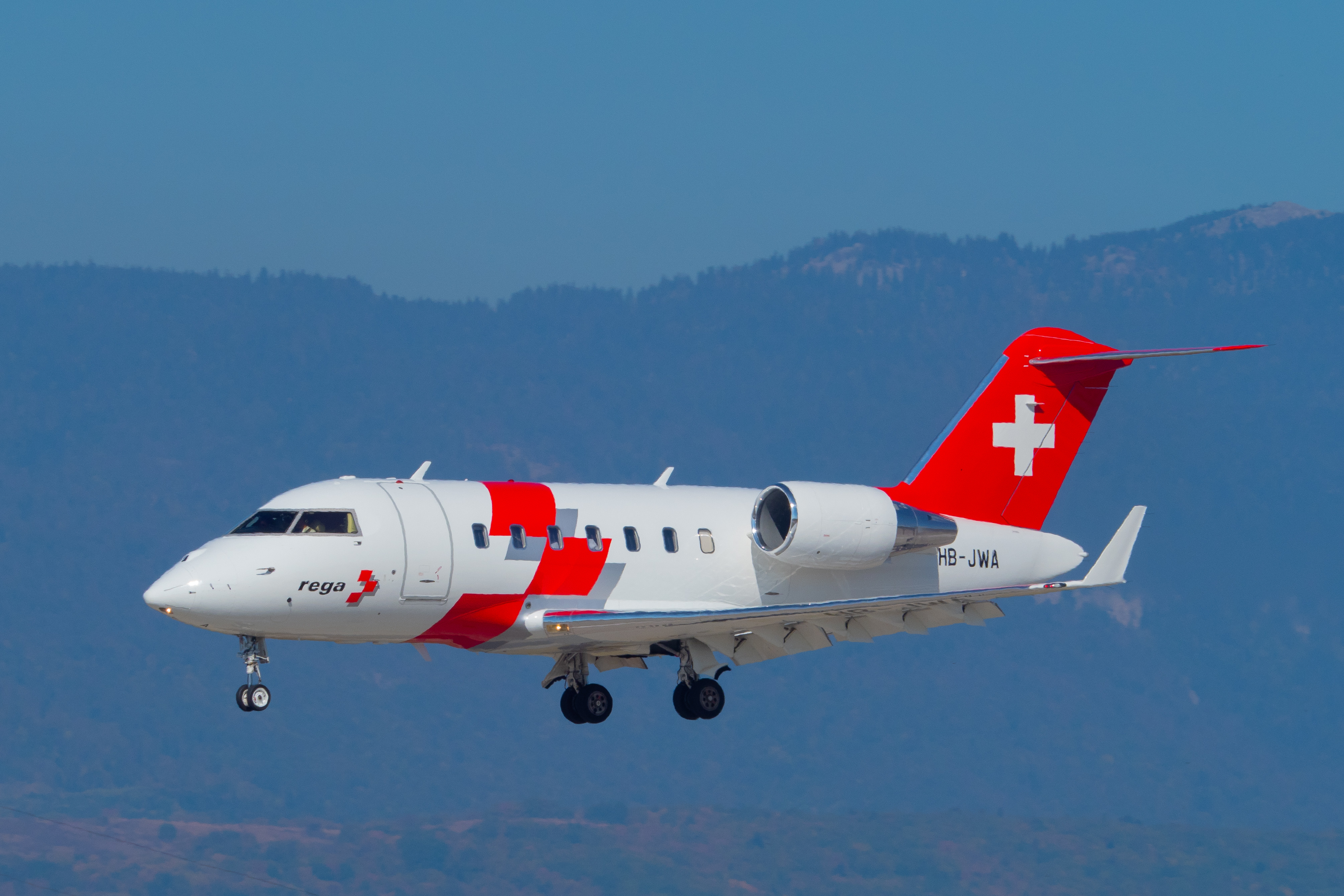
Bombardier Challenger 650 (HB-JWA) atterrissant à l'aéroport de Genève en 2018.

### Anciens aéronefs

#### Hélicoptères
| Aéronefs                        | Origine    | Nombre | Versions            | Période de service | Remarques |
| ------------------------------- | ---------- | ------ | ------------------- | ------------------ | --- |
| Hiller 360                      | États-Unis | 1      |                     | 1952-1960?         | |
| Bell 47                         | États-Unis | 1      | Bell 47J            | 1957-1965          | immatriculé HB-XAU |
| Bell 206 Jet Ranger             | États-Unis | 1      | Bell 206A           | 1952-1960?         | 20 décembre 1968, premier hélicoptère à turbines au sein de la Rega, HB-XCU. |
| Sud-Aviation SA316 Alouette III | France     | 1      | SA.316B             | 1971-1980          | HB-XDF, exposé au musée des transports à Lucerne. |
| Sud-Aviation SA316 Alouette III | France     | 16     | SA.319B             | 1974-1996          | HB-XEL Piz Palü (1974-1996), HB-XFF Jungfrau (1975, accidenté le 16 octobre 1993 à Niederried BE), HB-XFM Pax 100 (1976, vendu à l'Albanie en 1995), HB-XGU (1981, crash le 1er juin 1988 près de Douanne BE), HB-XHP (1978-1995), HB-XHY (1979, endommagé le 14 juillet 1990 à Paray Dorena VD), HB-XHZ (1979-1995, vendu à l'Albanie), HB-XIW (1979-1982), HB-XIX (1979-1983) HB-XNN (1982-1996), HB-XNS (1983-1996), HB-XOH (1983-1985), HB-XOI (1983-1995), HB-XOO (1985-1996), HB-XRC (1986-1993) et HB-XRJ (1989-1995, vendu à l'Albanie). |
| Bölkow Bo 105                   | Allemagne  | 3      | BO.105C BO.105CBS-4 | 1973-1995          | premier hélicoptère médicalisé biturbine mis en service par la Rega, BO.105C immatriculé HB-XGY (1973-1974), BO.105CBS-4 HB-XGY (1978-1990), il s'écrase le 13 août 1990 à Merenschwand (AG). Il est remplacé par un BO.105CBS-4 immatriculé HB-XXK (1990-1995) |
| Agusta A.109                    | Italie     | 15     | A.109 K2            | 1992-2012          | immatriculés HB-XWA à HB-XWO. La majorité d'entre eux ont été vendus à Air Transport Europe, opérateur du sauvetage aérien en Slovénie. L'appareil HB-XWG (1992) est exposé au musée des transports à Lucerne. |
| Eurocopter EC145                | Europe     | 6      | EC145               | 2003-2019          | Le premier appareil des six commandés a été livré à la base de Bâle. Remplacés par sept H145 en 2018-2019, cinq de ces appareils ont été acquis par la Gendarmerie royale marocaine pour des missions de recherche et de sauvetage ainsi que pour des soins médicaux d'urgence |

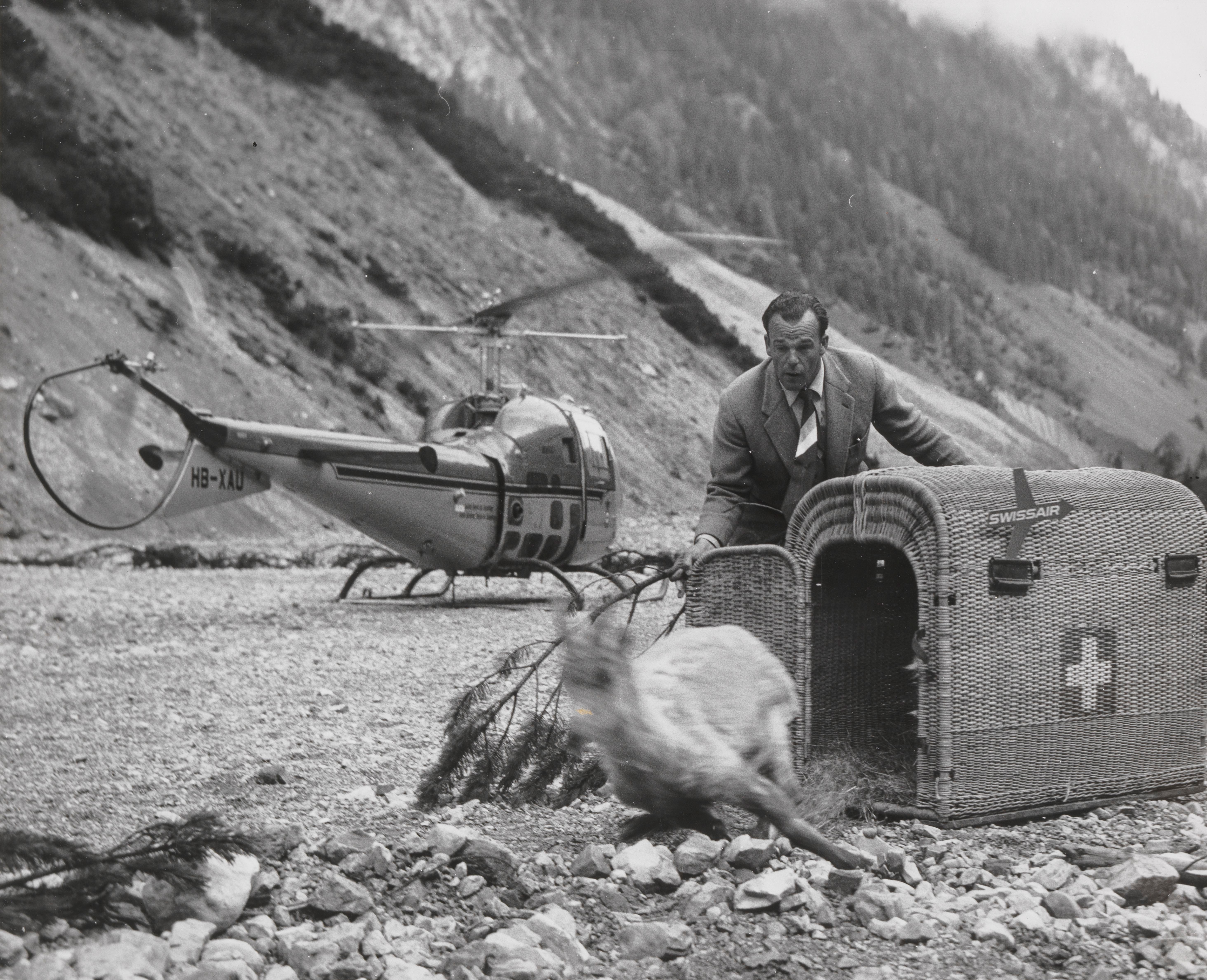
Hermann Geiger libérant un bouquetin dans les Alpes grisonnes en 1958, en arrière-plan, le Bell 47J (HB-XAU)
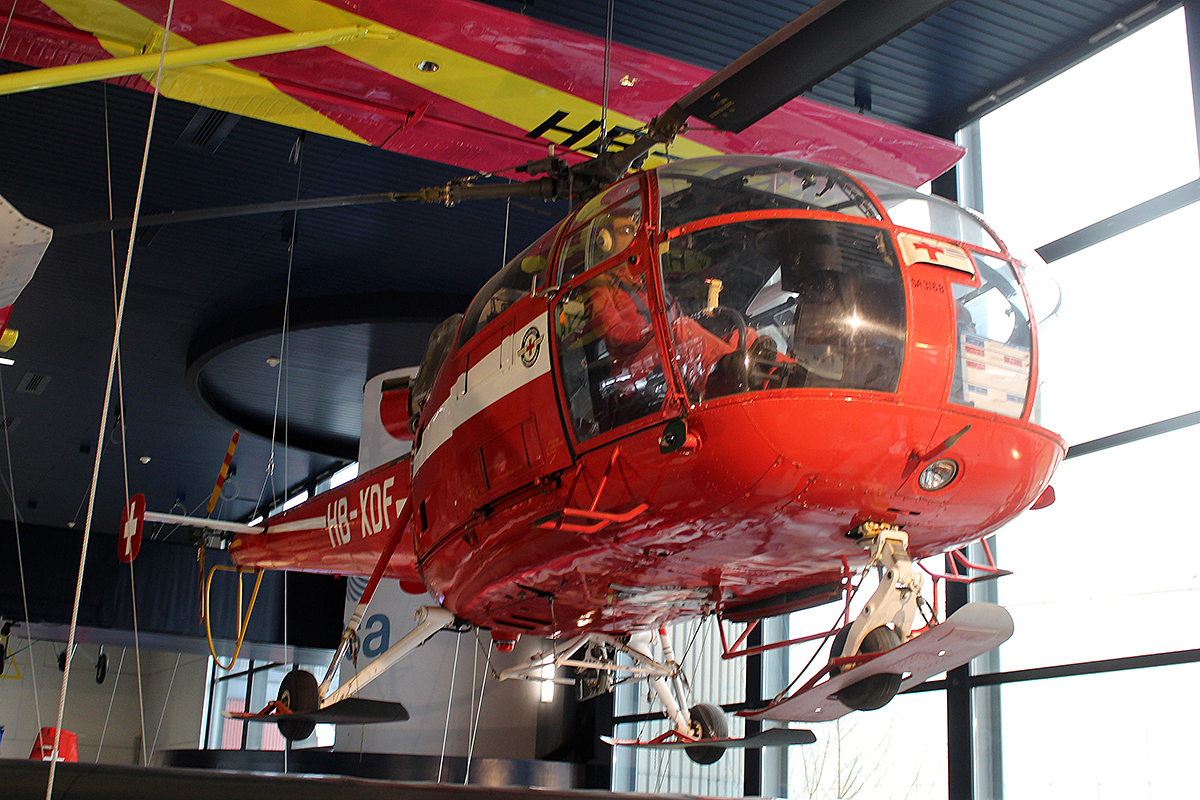
SA.316B Alouette 3 (HB-XDF) en service de 1971 à 1980 exposé au musée des transports à Lucerne.
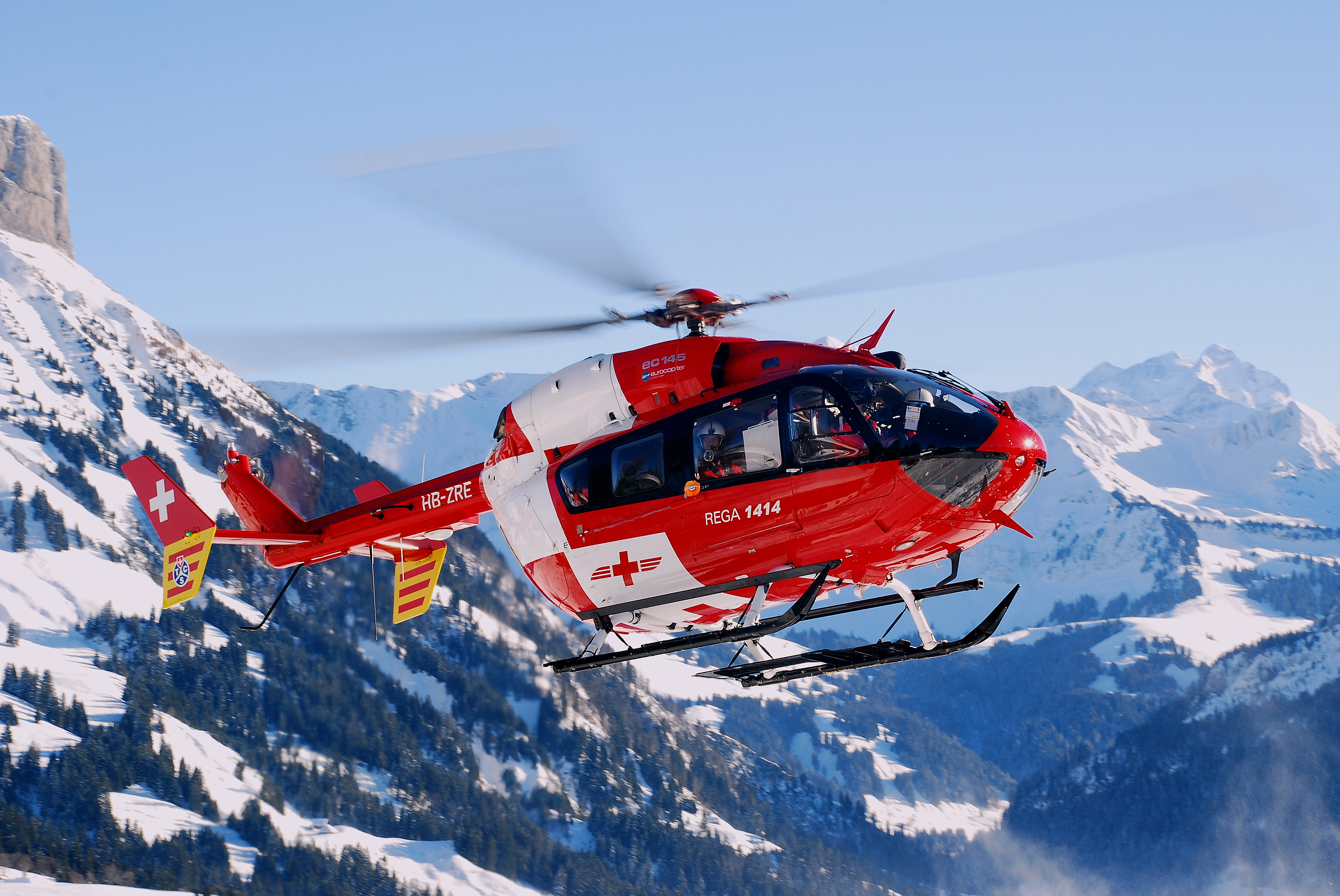
EC 145 (HB-ZRE) dans les Alpes grisonnes en 2009.
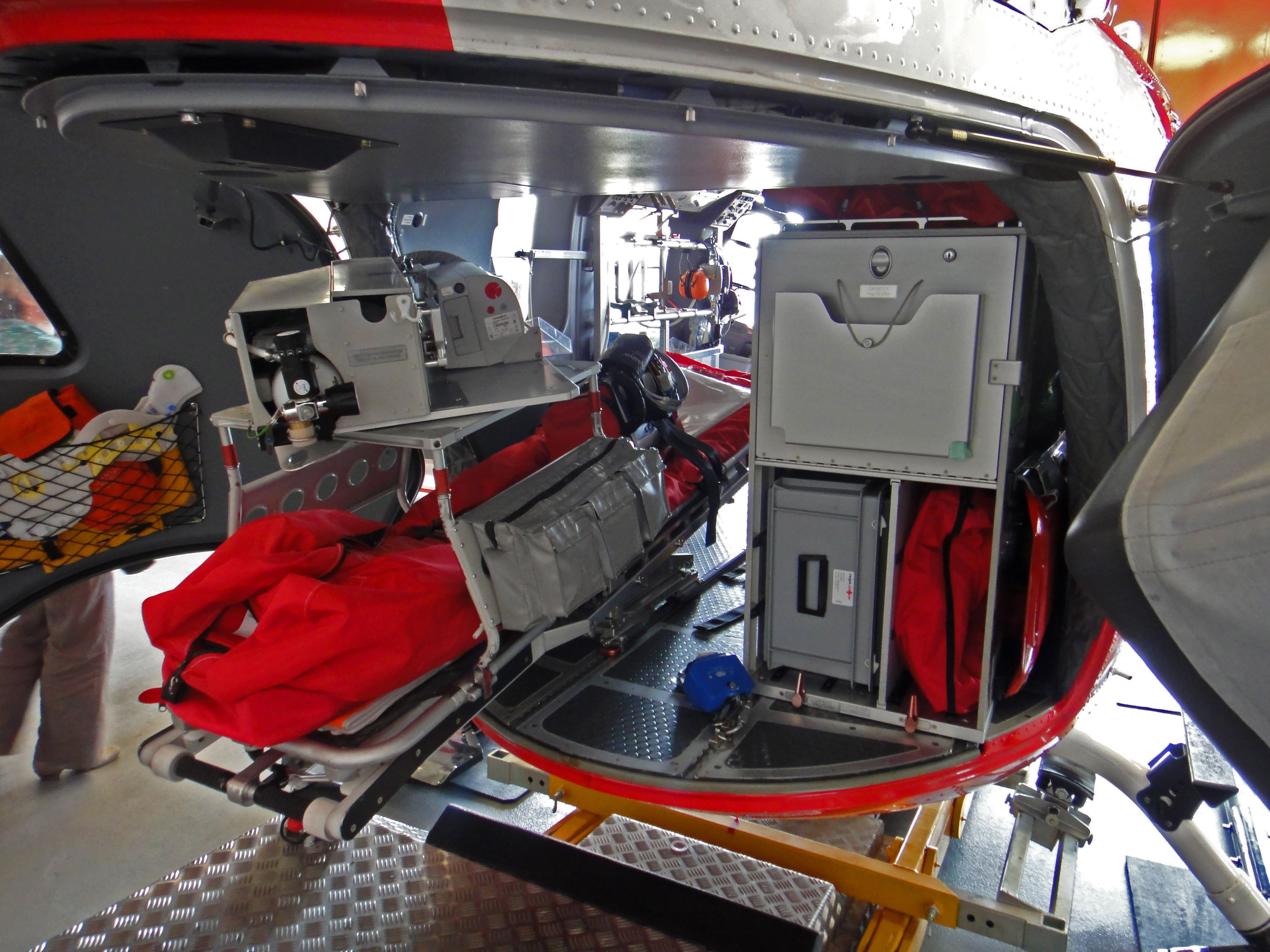
Intérieur d'un EC 145 (HB-ZRF) en 2014
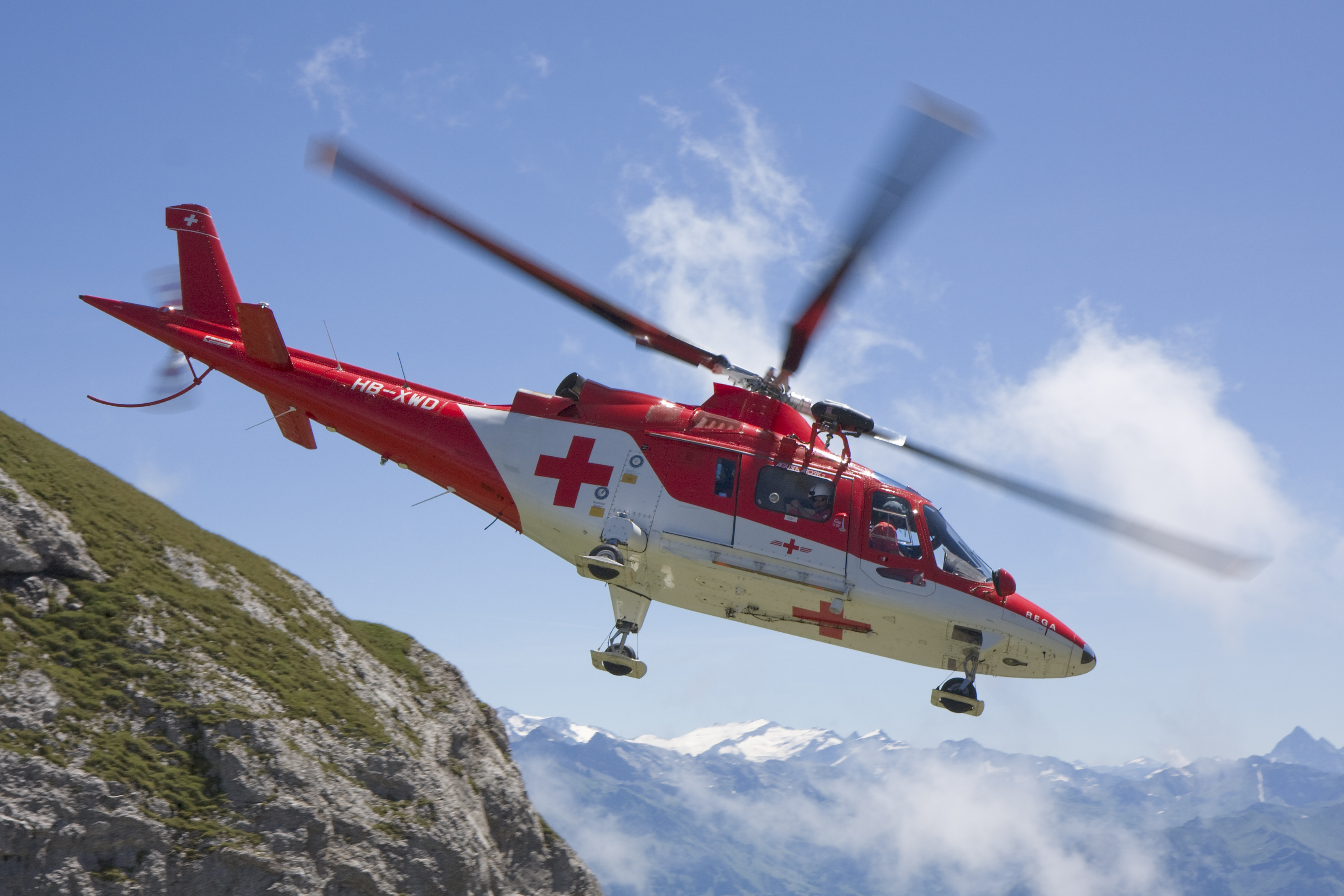
L'AgustaWestland A109 K2 (HB-XWD) décolle du Pilatus après avoir récupéré un patient (2009). Cet appareil a été vendu en 2010 à Air Transport Europe, opérateur du sauvetage aérien en Slovénie.

#### Avions
| Aéronefs                     | Origine     | Nombre | Versions     | Période de service | Remarques                                                                    |
| ---------------------------- | ----------- | ------ | ------------ | ------------------ | ---------------------------------------------------------------------------- |
| Piaggio P166                 | Italie      | 1      | P166         | 1961-1968          | immatriculé HB-LAY                                                           |
| Cessna 414                   | États-Unis  | 1      | C141         | 1970–1974          | mise en service le 24 mai 1970, HB-LFM                                       |
| Learjet 24                   | États-Unis  | 1      | LJ24D        | 1973-1987          | premier avion-ambulance à usage civil du monde, HB-VCY, baptisé Henri Dunant |
| Learjet 35                   | États-Unis  | 2      | LJ35A        | 1977/1978-1987     | HB-VEM, baptisé Albert Schweitzer, HB-VFB baptisé Henry Dunant               |
| Canadair Challenger CL 600   | Canada      | 1      | CL60         | 1982-1991          | HB-VFW, baptisé Fritz Bühler                                                 |
| British Aerospace 125        | Royaume-Uni | 2      | BAe 125 800B | 1988-2002          | HB-VIL et HB-VIK                                                             |
| Bombardier Challenger CL-601 | Canada      | 1      | CL-601-3A    | 1992-2002          | HB-IKT                                                                       |
| Bombardier Challenger 604    | Canada      | 3      | CL-604       | 2002/2003-2018     | HB-JRA, HB-JRB et HB-JRC                                                     |

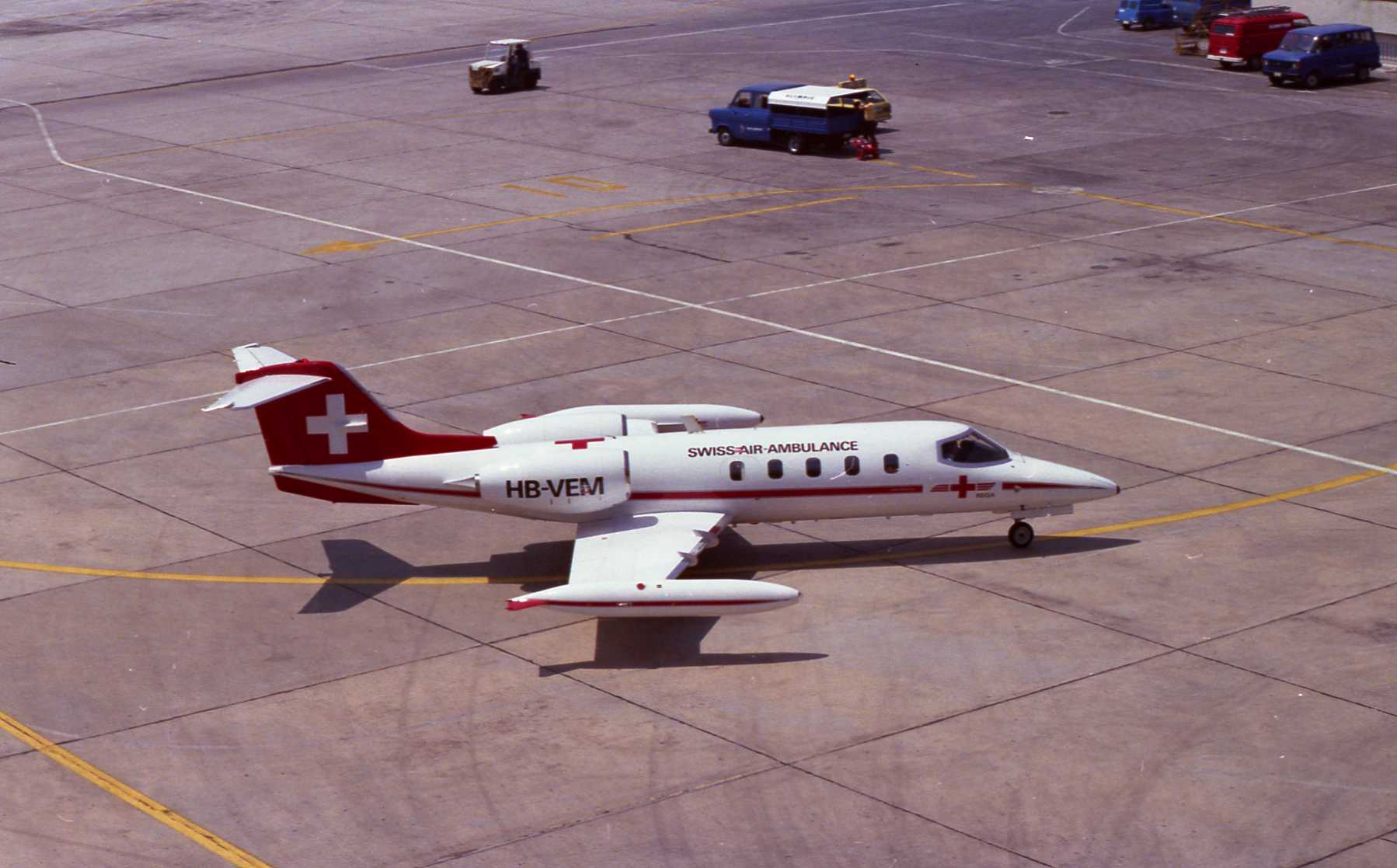
Gates Learjet 35A (HB-VEM) à l'aéroport d'Athènes en Grèce en 1984.
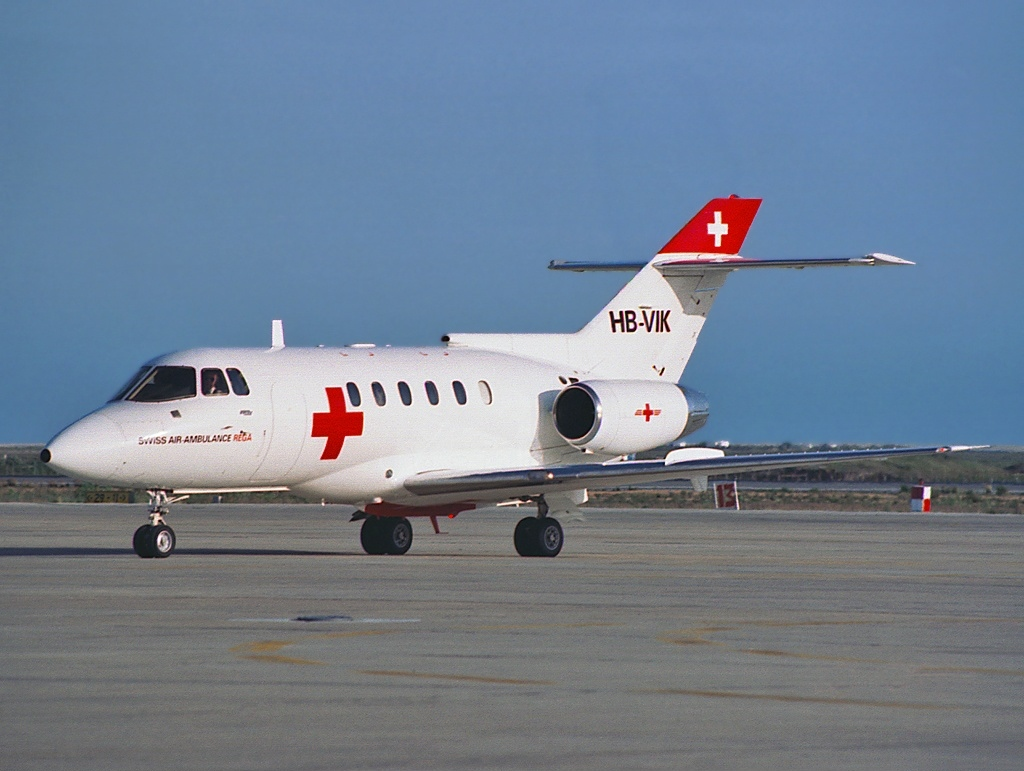
BAe 125 800B (HB-VIK) à l'aéroport de Faro au Portugal en 1993
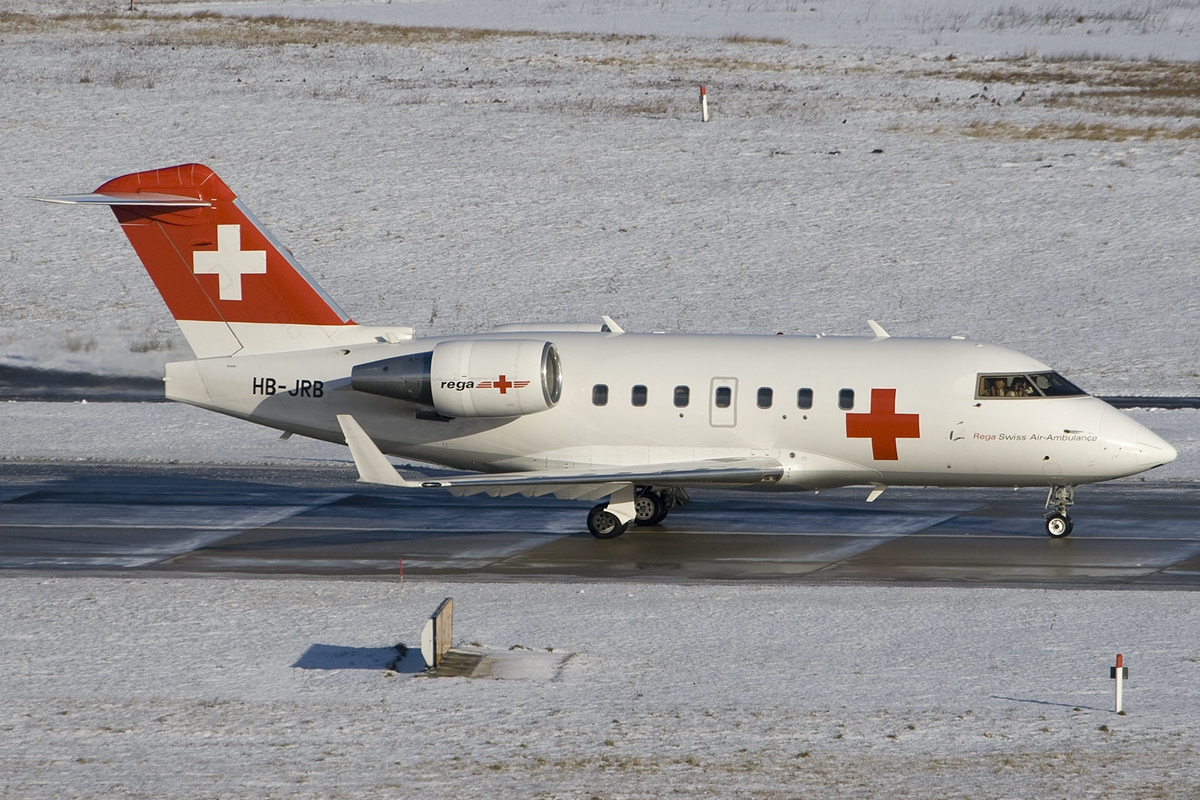
Bombardier CL-600-2B16 Challenger 604 (HB-JRB) à l'aéroport de Zurich-Kloten en 2009. Cet appareil a été retiré du service en 2018.

## Interventions notables
- Le 22 décembre 1952, la première mission de sauvetage héliporté de la Garde aérienne suisse de sauvetage est réalisée à Davos par le pilote Sepp Bauer à bord d’un Hiller 360[5].

- Le 1er février 1953 aux Pays-Bas, des digues cèdent face à un raz-de-marée en mer du Nord inondant des centaines de villes et villages. Face à cette catastrophe sans précédent les Croix-Rouge néerlandaise et suisse font appel à la Garde aérienne suisse de sauvetage. Dès la nuit suivante, un avion Swissair emmène une équipe de sauveteurs dans la région touchée. Opérant alors un hélicoptère loué, les pilotes et les parachutistes participent aux opérations de sauvetage conduites durant trois jours et trois nuits[5].

- Le 11 janvier 1954, des avalanches ensevelissent plusieurs villages (de) du Vorarlberg en Autriche. La Rega y envoie 14 hommes, six équipes cynotechniques, deux hélicoptères ainsi que cinq parachutistes, dont deux médecins, à bord d'un DC 3[5].

- Le 3 juillet 1956, deux avions de ligne entrent en collision en plein vol au-dessus du Grand Canyon aux États-Unis. Les débris des deux appareils étant dispersés dans une gorge inaccessible profonde de 1 200 mètres, la Garde aérienne suisse de sauvetage est appelée comme équipe d'intervention afin d'évacuer les corps des victimes[5].

- En mai 1964, le premier vol de rapatriement de la Garde aérienne suisse de sauvetage est mené à bien. Un patient est rapatrié en Suisse à bord d’un Piaggio P166 depuis Châlons-sur-Marne (aujourd’hui Châlons-en-Champagne) en France[21].

- Le 12 septembre 1971, un hélicoptère Lama SA315 évacue deux alpinistes allemands de la face nord de l'Eiger à l’aide d’un treuil, effectuant ainsi le premier sauvetage direct effectué sur cette fameuse face nord[21].

- Le 20 février 1977, une Super-Caravelle est affrétée pour une mission de rapatriement à Assouan en Égypte pour des Suisses blessés dans un accident de car[21].

- Le 5 mars 1977, lors de l'important séisme de Vrancea de 1977 la Garde aérienne suisse de sauvetage propose spontanément son aide à la Roumanie. Intervenant à Bucarest, elle est ainsi la première organisation de sauvetage occidentale à intervenir dans un pays du bloc de l'Est[21].

- Le 18 novembre 1977, deux alpinistes sont évacués de la «rampe» de la face nord de l'Eiger. Il s'agit du premier sauvetage direct à cet endroit, opération qui passait jusque-là pour impossible[21].

- Le 30 janvier 1978, pour la première fois un avion-ambulance de la Garde aérienne suisse de sauvetage atterrit en Union soviétique. Il s'agit de rapatrier un patient suisse depuis Iaroslavl[21].

- Le 11 juillet 1978, un camion-citerne transportant du propylène explose à proximité du camping d’Alfaques en Espagne. La Garde aérienne suisse de sauvetage répond à cette catastrophe en affrétant un DC-9[21].

- Le 28 septembre 1980, la Rega réalise l'un de ses sauvetages les plus spectaculaires au-dessus de l’aérodrome d'Yverdon-les-Bains. Au cours d’un saut depuis un Pilatus PC-6, un parachutiste accroche son parachute à la roue arrière de l'appareil. L'équipage d’un hélicoptère de la Rega parvient à dégager le parachutiste en plein vol. Pour cet acte de bravoure, le pilote Andreas Haefele, le treuilliste Adolf Rüfenacht et l’instructeur parachutiste Pierre Jomini se voient décerner le titre de « Crew of the Year » (équipage de l'année) le 20 janvier 1981 à Los Angeles aux États-Unis[22].

- Le 13 décembre 1982, la Chaîne suisse de sauvetage, formée en 1981 par le Corps suisse d’aide en cas de catastrophe, l’Office fédéral des troupes de protection aérienne, la Société suisse pour chiens de catastrophe et la Rega, intervient pour la première fois sur un tremblement de terre survenu au Yémen du Nord[22].

- Le 13 mars 1983, deux hélicoptères de la Rega hélitreuillent 80 personnes bloquées dans des télécabines entre Scuol et Motta Naluns en Basse-Engadine[22].

- Le 30 octobre 1983, un important séisme a lieu dans la province turque d’Erzurum. Sur mandat du Corps d’aide en cas de catastrophe, la Chaîne suisse de sauvetage intervient avec un médecin du Corps d’aide en cas de catastrophe, un chef d’opération de la Rega et deux équipes cynophiles[22].

- Le 20 juin 1985, lors de la catastrophe du barrage du Val de Stava en Italie, la Rega affrète un hélicoptère Super Puma pour le transport de neuf équipes cynophiles[22].

- En septembre 1985, la Rega envoie une équipe intervenir sur l'important séisme survenu à Mexico. À ce titre, La «Brigada de Rescate de Suiza» (Rega) s'est vu décerner un titre honorifique par le gouvernement mexicain le 5 juin 1986[22].

- Le 11 juin 1996, la Rega effectue sa première mission autour du monde. Pour ce vol de 43 heures, l'équipage du Canadair Challenger CL 600 a été renforcé (deux capitaines, deux copilotes, un médecin et une infirmière). Le rapatriement de trois patients se fait avec des escales à Muascate, Bangkok, Khabarovsk, Anchorage, Reading, Faro et Valence[22].

- Lors du tsunami du 26 décembre 2004 en Asie du Sud-Est la Rega est confronté à l’un des plus grands défis de son histoire. Afin d’établir des contacts avec des hôpitaux et procéder au rapatriement de patients, plusieurs équipes s’envolent pour la Thaïlande et le Sri Lanka. Les rapatriements se font aux moyens des trois avions-ambulance de la Rega et à bord de vols charter, militaires ou de ligne. La prise en charge de plus de 60 patient en une semaines a été assurée par 16 équipages médicaux[22].

- Le 8 mai 2005 en Turquie, survient un accident de car impliquant des Suisses. Pour la première fois, une procédure d’urgence établie après les opérations déployées lors du tsunami de 2004, est mise en œuvre. En une nuit, un Boeing 757-200 de Belair est transformé en hôpital volant. 35 patients, pris en charge par cinq médecins et quatre infirmières, sont rapatriés deux jours après l'accident[22].

- Lors des importantes intempéries survenues le 22 août 2005, les équipages de la Rega font partie des premiers secours à atteindre les régions sinistrées en Suisse. Avec la collaboration des organisations de secours locales, la Rega parvient à sauver plus de 200 personnes piégées par les eaux dans des zones isolées, avant le lancement des opérations d’évacuation conduites par l’Armée et des entreprises commerciales[22].

- Le 16 mars 2012, tous les avions-ambulance de la Rega sont déployés simultanément sur une seule et même mission pour la première fois dans son histoire. La Rega rapatrie quatorze enfants belges dans leur pays après l'accident du tunnel de Sierre. D’autres vols ont suivi le 22 mars[23].

- Le 11 mars 2014, le car d’un groupe de touristes suisses est accidenté à Grande Canarie en Espagne, le bilan est d'un mort et de dix-sept blessés. Les avions-ambulance de la Rega rapatrient onze blessés graves sur six vols au total. Afin d’assurer une prise en charge optimale des personnes hospitalisées, un médecin et un chef d’opération sont envoyés sur place[23].

## Simulateur de vol
Depuis février 2013, la REGA dispose d'un simulateur de vol pour ses hélicoptères Agusta Westland Da Vinci dans les locaux de la Lufthansa Aviation Training (LAT), le centre d'entraînement de la compagnie aérienne Swiss (anciennement Swiss Aviation Training (SAT), à proximité de l'aéroport de Zurich-Kloten.
Avec ce simulateur les pilotes accomplissent une grande partie de leur formation au vol aux instruments (IFR). Il permet de s’entraîner à réagir à divers scénarios d’urgence, impossible à reproduire aux commandes d’un hélicoptère. Ce simulateur est l'un des premiers opéré en Suisse, il apporte une formation unique au monde pour les pilotes de la Garde aérienne, mais aussi pour des confrères venus d'autres pays.

## Application pour téléphones mobiles
Les détenteurs d'un smartphone peuvent télécharger une application gratuite, qui permet de transmettre automatiquement les données de géolocalisation de l'émetteur de l'alarme à la centrale de la REGA.
Elle peut ainsi immédiatement obtenir les coordonnées et l'identité de l'utilisateur, tout comme l'établissement d'une liaison téléphonique directe avec la centrale d'intervention.
Le signal GPS doit préalablement être activé dans les réglages du téléphone pour que la fonction de géolocalisation de l'application soit opérationnelle.